# ログワークス
ログワークスは、東京都を拠点に、日本国内の大学等の教育機関と海外の大学、語学学校等の教育機関の間で、留学事業の仲介(コンサルティング)を主たる業務とする企業。本社所在地は東京都渋谷区千駄ヶ谷。

## 概要
グローバルビジネス社会にあってスペシャリストとしての志を持った人材の育成と、海外教育経験を通してグローバル人材となれるような教育支援事業を行うことにより、今後の日本社会の成長に寄与している教育支援企業である。具体的には、英国を中心としたヨーロッパの大学でのMBA取得などを支援している。

## 沿革
- 2012年（平成24年）9月10日 - 会社設立。
- 2014年（平成26年）12月21日 - 東京都渋谷区千駄ヶ谷に会社移転。
- 2016年（平成28年）12月22日 - 従来の資本金1,500,000円から、増資を行い資本金を5,000,000円とした。
- 2017年（平成29年）3月27日 - 東京都経営革新承認企業に認定される[4]。

## 主要海外取引先
- サセックス大学
- マンチェスター大学
- カーディフ大学
- ヨーク大学
- オークランド大学
- アルカラ大学
- マルティン・ルター大学ハレ・ヴィッテンベルクなど[注 1]。